# لبين (قرية)
لبين من القرى السورية الواقعة في محافظة السويداء.